# Olo (jezik)
Olo jezik (ISO 639-3: ong; orlei), torricellski jezik skupine wapei-palei, podskupine wapei, kojim govori 13 700 ljudi (2003 SIL) u 55 sela u Papua-novogvinejskoj provinciji Sandaun, distrikt Lumi. Srodan je jezicima yis [yis], yau [yyu], ningil [niz] i valman [van], a ima dva dijalekta, sjeverni (payi ili pay) i južni wape ili wapi.
Dijalekt wapi ne smije se brkati s jezikom wapi [enq] iz provincije Enga. Pismo latinica.

## Vanjske poveznice
- Ethnologue (14th)
- Ethnologue (15th)